# Islas Bense
Las islas Bense (en inglés: Bense Islands) es una de las islas Malvinas. Se encuentra en la costa oeste de la isla Gran Malvina, entre la bahía 9 de Julio y el puerto Norte. Al oeste se encuentra la isla Peñascosa y al norte la península que posee las Alturas San Francisco de Paula y el monte Tormenta. Está formado por dos islas: Bense y Pequeño Bense (Little Bense).